# Philippe Laudat
Philippe Laudat, né le 1er novembre 1930 à Boulogne-Billancourt et mort le 30 juillet 1987 à Paris, est un pharmacien, un biologiste et chercheur en endocrinologie français. Il a été directeur général de l'INSERM de 1979 à 1982.

## Biographie
Philippe Laudat devient docteur en pharmacie en 1959 et travaille avec Lucien de Gennes à l'Institut national d'hygiène. Il développe son travail dans le domaine de l'endocrinologie et la neurologie. Il devient directeur de recherche à l'INSERM en 1964 et directeur d'une unité de recherche sur le métabolisme lipidique. Après avoir été, à partir de 1974, directeur scientifique de l'institut auprès de Constant Burg, il lui succède à la direction générale en 1979. Il dirige l'INSERM de 1979 à 1982.

## Apport scientifique
Endocrinologue spécialiste du métabolisme des lipides et de la nutrition, Philippe Laudat s'est également consacré à la recherche sur la maladie de Refsum.